# トライオード
トライオードは、埼玉県越谷市に本社を置く、音響製品の製造・販売を行う企業。
TRIODE ブランドで真空管オーディオアンプなどの音響機器を展開するとともに、英国SPENDOR（スペンドール）ブランド製品（スピーカー）の輸入代理店業務を行っている。

## 概要
1994年（平成6年）に「有限会社トライオードサプライジャパン」として設立。以来、真空管アンプの製造販売を主力としている。2001年に株式会社化し、現社名になっている。
大型の据置きホームオーディオの斜陽化、ポータブルオーディオ・PCオーディオの全盛状況において、老舗の各オーディオメーカーが苦戦・事業撤退しているにもかかわらず、真空管デバイスを用いた機器で売上を伸ばしている。
真空管アンプの製品形態としては、完成品のほか、TRK3488という主要部品の組立取付・配線を行う半完成キットも販売されている。キット製品は自己バイアス回路採用により組立通電後の調整が基本的に不要となっている。小型のプリメインアンプを主力としているが、2014年には初めて本格的なプリアンプ ＪＵＮＯＮＥを手がけている。
2010年代以降のPCオーディオや高級ヘッドフォンの普及に伴い、真空管ヘッドフォンアンプも発売している。
2013年5月には、東京神保町にショールームを兼ねたレストラン「CAFE TRIODE」をイデア・クリエイションとの協業によりオープンさせている